# James W. Ziskin
Pour les articles homonymes, voir Ziskin.
James W. Ziskin, né en 1960, est un écrivain américain, auteur de roman policier.

## Biographie
En 2013, James W. Ziskin publie son premier roman, Styx and Stone. C'est le premier volume d'une série consacrée à Ellie Stone, jeune journaliste dans les années 1960. Avec le deuxième volume, No Stone Unturned, et le troisième, Stone Cold Dead, il est nommé pour le prix Anthony, le prix Barry et le prix Lefty. Son quatrième roman, Heart of Stone, paru en 2016, remporte le prix Anthony pour meilleur livre de poche original ainsi que le prix Macavity (meilleur roman historique 2017). Il est aussi nommé pour le prix Edgar-Allan-Poe (2017) et le prix Lefty (2017). Le cinquième de la série, Cast the First Stone, est nommé pour les prix Anthony, Lefty et Macavity (2018). A Stone’s Throw, le sixième de la série, marque la cinquième année de suite que Ziskin est nommé pour le prix Anthony, ainsi que la quatrième pour le prix Lefty (2019). En 2021, Turn to Stone remporte le prix Barry pour meilleur livre de poche original ainsi que le prix Macavity du meilleur roman historique. Il est également nommé pour le prix Lefty et le Sue Grafton Memorial. Sa nouvelle, The Twenty-Five-Year Engagement est nommé pour les prix Edgar-Allan-Poe 2021, Agatha, Anthony et Macavity pour la meilleure nouvelle.

## Œuvre

### Romans

#### SérieEllie Stone
- Styx and Stone (2013)
- No Stone Unturned (2014)
- Stone Cold Dead (2015)
- Heart of Stone (2016)
- Cast the First Stone (2017)
- A Stone’s Throw (2018)
- Turn to Stone (2020)

#### SérieBombay Emergency
- Bombay Monsoon (2022)

### Nouvelles
- Prisoner of Love (2023), Get Up Offa That Thing: Crime Fiction Inspired by the Songs of James Brown
- The Twenty-Five-Year Engagement (2020), In League with Sherlock Holmes
- Bed of Roses (2019), The Strand Magazine
- Harley Quinn Is Dead (2019), Die behind the Wheel
- Pan Paniscus (2018), Unloaded 2
- Who Is Stuart Bridge? (2018), Low Down Dirty Vote

## Prix et distinctions

### Prix
- Prix Anthony 2017 du meilleur livre de poche original pour Heart of Stone[1]
- Prix Macavity 2017 du meilleur roman historique (Prix Sue Feder Mémorial) pour Heart of Stone[2]
- Prix Barry 2021 du meilleur livre de poche original pour Turn to Stone[3]
- Prix Macavity 2021 du meilleur roman historique Turn to Stone[2]

### Nominations
- Prix Anthony 2015 du meilleur livre de poche original pour No Stone Unturned[1]
- Prix Anthony 2016 du meilleur livre de poche original pour Stone Cold Dead[1]
- Prix Barry 2016 du meilleur livre de poche original pour Stone Cold Dead[3]
- Prix Lefty 2016 (Best World Mystery) pour Stone Cold Dead[4]
- Prix Lefty 2017 du meilleur roman Heart of Stone[4]
- Prix Edgar-Allan-Poe 2017 du meilleur livre de poche original pour Heart of Stone[5]
- Prix Lefty 2018 du meilleur roman Cast the First Stone[4]
- Prix Anthony 2018 du meilleur livre de poche original pour Cast the First Stone[1]
- Prix Macavity 2018 du meilleur roman historique (Prix Sue Feder Mémorial) pour Cast the First Stone[2]
- Prix Lefty 2019 du meilleur roman A Stone’s Throw[4]
- Prix Anthony 2019 du meilleur livre de poche original pour A Stone’s Throw[1]
- Prix Edgar-Allan-Poe 2021 de la meilleure nouvelle pour The Twenty-Five Year Engagement[6]
- Prix Sue Grafton 2021 pour Turn to Stone[7]
- Prix Lefty 2021 pour meilleur roman historique pour Turn to Stone[4]
- Prix Agatha 2020 de la meilleure nouvelle pour The 25 Year Engagement[8]
- Prix Anthony 2021 de la meilleure nouvelle pour The Twenty-Five Year Engagement[1]
- Prix Macavity 2021 de la meilleure nouvelle The Twenty-Five Year Engagement[2]